# John Thomas (harpiste)
Pour les articles homonymes, voir Thomas et John Thomas.
John Thomas est un harpiste et compositeur gallois, né à Bridgend le 1er mars 1826 dans une famille nombreuse et mort à Londres le 13 mars 1913 à l’âge de 87 ans.

## Biographie
Son père, John Thomas Senior, tailleur de son métier, était un excellent clarinettiste, et commença très tôt à enseigner à son fils le piccolo. 
A l’âge de six ans, le petit John était déjà suffisamment aguerri pour jouer dans la fanfare locale. Quand son père lui offrit un violon, le jeune garçon ne lui prêta guère d’intérêt, mais en entendant pour la première fois le son d’une harpe, il dit à ses parents que c’est l’instrument qu’il souhaitait plus que tout étudier. Son père fit donc l’acquisition d’une vieille harpe et lui fit donner des leçons. 
John remporta son premier concours de harpe à l’âge de douze ans, et le président du jury, Sir Charles Morgan, souhaita intervenir afin que l’enfant puisse entrer à la prestigieuse Académie Royale de Musique de Londres. L’enfant et sa famille partirent donc pour Londres, et le jeune John eut l’occasion de jouer à l’occasion d’une réception donnée par la nièce de Lord Byron. Elle fut si impressionnée par son jeu qu’elle offrit de subvenir à ses frais de scolarité. Le père obtint ainsi le poste de tailleur officiel de l’église Saint-Paul, et la famille y demeura pendant presque vingt ans. En 1840 John est admis à la Académie Royale de Musique où il étudie auprès de Chatterton.
En 1871, John Thomas a été nommé harpiste officiel auprès de la Reine Victoria. Malgré ses succès londoniens, il n’oublia jamais son pays de Galles natal où il retourna souvent pour donner des concerts. Il donne à Londres une série de concerts annuels de musique galloise; le premier se tient à St James' Hall le 4 juillet 1862, avec un chœur de 400 personnes et 20 harpes.
John Thomas a composé une symphonie, deux concertos pour harpe, les cantates Llewelyn (Aberdare, 1863) et The Bride of Neath Valley (1863), des pièces pour harpe seule et diverses transcriptions pour son instrument. Il a aussi préparé l'édition de Welsh Melodies (1862-74).
Son frère Thomas Thomas (1829-1913) était également harpiste.